# パングン県
パングン県（パングンけん）は中華人民共和国チベット自治区ナクチュ市の県の一つ。県名はチベット語で「吉祥の守護神」の意。ナムツォと色林錯の二つの湖の間に位置する。県政府所在地は普保鎮。

## 行政区画
4鎮、6郷を管轄：
- 鎮：普保鎮、北拉鎮、デチェン鎮（徳慶鎮）、佳瓊鎮
- 郷：ニマ郷（尼瑪郷）、保吉郷、青竜郷、馬前郷、門当郷、新吉郷